# Maria Sanudo
Maria Sanudo, död 1426, var regerande herre i Andros (vasall under hertigdömet Naxos) 1372-1384 och regerande herre över Paris och en av baronierna i tetrakrin Negroponte 1383-1426 i nuvarande Grekland.   Hon regerade tillsammans med sin make Gaspare Sommaripa.